# Eguria
Eguria is een geslacht van vlinders van de familie tandvlinders (Notodontidae).

## Soorten
- E. auritracta Moore, 1865
- E. excellens Bryk, 1941
- E. ornata Oberthür, 1884